# Marie Colban
Adolphine Marie Colban, född Schmidt den 18 december 1814 i Kristiania, död den 27 mars 1884 i Rom, var en norsk författare.
Colban var gift med adjunkten N.A. Colban, blev 1850 änka och begav sig 1856 till Paris, där hon vann inträde i tongivande och högtstående kretsar och varifrån hon under en följd av år sände förträffliga och högt skattade korrespondenser till "Morgenbladet" i Kristiania. Hon författade ett antal fina och älskvärda berättelser från olika länder: Tre noveller, tilegnet de norske kvinder (1873), Tre nye noveller (1875) och romanen Jeg lever (1877; "Jag lever", 1881) m.fl.